# من ألف إلى باء
من ألف إلى باء 2015 فيلم إماراتي متعدد اللغات تمت كتابته وإخراجه وإنتاجه من قبل علي فيصل مصطفى. تقع أحداثه في الإمارات العربية المتحدة، تدور أحداث الفيلم حول ثلاثة من الأصدقاء القدامى (جاي و رامي و عمر)  يسافرون في مغامرة ورحلة على الطريق من أبو ظبي إلى بيروت في ذكرى صديقهم المفقود هادي.

## الطاقم
- فهد البتيري بدور يوسف 'جاي'
- شادي ألفونس بدور رامي
- فادي الرفاعي بدور عمر
- خالد أبو النجا بدور ضابط سوري
- سامر المصري بدور زعيم المتمردين
- وون هو تشونغ بدور رائد
- ليم لوباني بدور شادية
- مها أبو عوف بدور أم رامي
- يسرا اللوزي بدور أروى
- عبد المحسن النمر بدور والد يوسف
- علي سليمان بدور ضابط في الجيش السوري
- مادلين زيما بدور سامانثا
- عهد كامل بدور رنا
- كريستينا أولفسبار بدور جولي
- إبراهيم الخير الله بدور ميكانيكي
- هشام فقيه بدور ضابط سعودي رقم 1
- ميسيسيبي إبراهيم بدور ضابط سعودي رقم 2
- إيمان آل الشيباني بدور جوان

## وصلات خارجية
- من ألف إلى باء على موقع IMDb (الإنجليزية)
- من ألف إلى باء على موقع روتن توميتوز (الإنجليزية)
- من ألف إلى باء على موقع قاعدة بيانات الأفلام العربية
- من ألف إلى باء على موقع فيلمافينيتي (الإسبانية)
- من ألف إلى باء على موقع قاعدة بيانات الفيلم (الإنجليزية)
- من ألف إلى باء على موقع ليتربوكسد (الإنجليزية)
- من ألف إلى باء على موقع كينوبويسك (الروسية)